# (9106) Yatagarasu
(9106) Yatagarasu – planetoida z grupy pasa głównego asteroid okrążająca Słońce w ciągu 3 lat i 334 dni w średniej odległości 2,48 j.a. Została odkryta 3 stycznia 1997 roku. Przed nadaniem nazwy planetoida nosiła oznaczenie tymczasowe (9106) 1997 AY1.